# 風が吹くとき
『風が吹くとき』（かぜがふくとき、When the Wind Blows）は、イギリスの作家、レイモンド・ブリッグズが1982年に発表した漫画。アニメーション映画化もされた。

## 概要
核戦争に際した初老の夫婦、ブロッグス夫妻を主人公にした作品であり、彼らの若い時までさかのぼった作品には『ジェントルマン・ジム』がある(こちらの方が先に描かれているため「風が吹くとき」は続編ともいえる)。題名は『マザー・グース』の同名の詩から。彼らが参考にする政府が発行したパンフレットは、イギリス政府が実際に刊行した手引書 "Protect and Survive" （『防護と生存』）の内容を踏まえている。
日本語版は1982年に小林忠夫の訳で篠崎書林から出版され、1998年にはさくまゆみこの訳であすなろ書房から出版された。
アニメーション映画化もされた。
1986年にアニメーション映画化され、日本では1987年に公開された。日本語版は監修を大島渚、主人公の声を森繁久彌と加藤治子が吹き替えている。音楽をピンク・フロイドのロジャー・ウォーターズ、主題歌をデヴィッド・ボウイが担当している。
日本での劇場公開に際しては、配給はミニシアター系のヘラルド・エースが行った。興行は、首都圏ではセゾン系映画館および国内の作品提供に朝日新聞社が加わっていたことから、有楽町朝日ホールでも行われた。また、全国では各地のミニシアターで展開されていた。その後、作品の特性から非商業上映が全国の教育会館ホールなどの公共施設で多数行われた。
2008年7月26日、アット エンタテインメントによってデジタルリマスター版DVDが発売された。
2024年8月2日、日本語吹替版がリバイバル上映された。

## あらすじ
老夫婦のジムとヒルダはジムの定年退職を機に、イギリスの片田舎の周囲に民家のない一軒家に引っ越し、年金生活をおくっていた。しかし、世界情勢は日に日に悪化の一途をたどっていく。ある日、東西陣営による戦争が勃発したことを知ったジムとヒルダは、政府が発行したパンフレットに従い、保存食の用意や屋内シェルターの制作といった準備を始める。
そして突然、ラジオから3分後に核ミサイル（大陸間弾道ミサイル）が飛来すると告げられる。命からがらシェルターに逃げ込んだジムとヒルダは爆発の被害をかろうじて避けられたが、家の周りにあった施設は全て破壊されてしまう。ジムとヒルダは「もうすぐ救出作戦が行われる」と互いに励まし合いながら、それまでの間日常生活を再開しようとするが、彼ら自身も放射線によって蝕まれ、次第に衰弱していく。食料も水も尽きどん底の状態に陥った２人は、それでも救助の手が来ると信じて自らシェルターの中にこもって待ち続ける。ジムはヒルダを落ち着かせようとお祈りを捧げるが、うまく思い出せない。やがて、「もう、いいのよ…」とお祈りを止め、口を閉じるヒルダ。ジムは祈りを続けようとする。
次第に弱弱しくなっていくジムの声がついに途絶え、沈黙のまま物語は幕を閉じる。

## 映画版スタッフ

### オリジナル版
- 原作・脚本：レイモンド・ブリッグズ
- 監督：ジミー・T・ムラカミ
- 音楽：ロジャー・ウォーターズ
- 作画監督・レイアウト：リチャード・フォードリー
- 背景・色彩設定：エロル・ブライアント
- 絵コンテ：ジミー・T・ムラカミ、Joan Ashworth、Richard Fawdry
- 視覚効果：Stephen Weston
- 編集：John Cary
- 音響監督：John Wood
- プロデュース：ジョン・コーツ
- 製作総指揮：イアン・ハーヴェイ
- 製作協力： British Screen、Film Four International、TVC London、Penguin Books
- 製作：Meltdown Productions

### 日本語版
- 提供：朝日新聞社、ヘラルド・エース
- 配給：ヘラルド・エース、日本ヘラルド映画
- 製作者：大島瑛子
- 台詞翻訳：進藤光太
- 助監督：伊藤聡
- 音響監督：明田川進
- 録音：安藤邦男
- 音声編集：三間雅文
- MA：アオイスタジオ
- タイトル：日映美術
- 協力：株式会社大島渚プロダクション
- 監督：大島渚

### 主題歌
「When The Wind Blows」
作詞・歌：デヴィッド・ボウイ / 作曲：デヴィッド・ボウイ、アーダル・キジルケイ

## 登場人物
ジム
声 - ジョン・ミルズ（オリジナル版）、森繁久彌（日本語版）
ヒルダの夫。仕事を退職して老後をヒルダと二人暮らししている。新聞やラジオで世界情勢のニュースを見聞きするのが日課。詳しい年齢は不明であるが、「ヒルダより2歳若い」と言っている。図書館からもらってきた、核戦争から生き残るためのパンフレットを参考として、室内に2人が入れる簡易の核シェルターを造る。
「子供の頃に起きた前の戦争（第二次世界大戦）」における経験を誇らしげに語る一方で、近代の戦争については世界情勢を知ることには熱心なもののよく理解はしていない。核と放射能に対しても極めて無知であり、放射線が蔓延する屋外で日光浴をしたり、核に汚染された雨水を沸かして飲むなどの誤った行動をとり続けた末、妻と共に徐々に死に蝕まれていく。
穏やかな性格に加えて楽観的な思考の持ち主であり、核爆発後に周りの状況や体調が悪化の一途を辿っても愚直なまでに救援の到来を信じ、悲観的になったヒルダを励まし続ける。
ヒルダ
声 - ペギー・アシュクロフト（オリジナル版）、加藤治子（日本語版）
ジムの妻。新聞や雑誌で読むのはゴシップ誌だけと言いきっているように、政治とスポーツには興味がなく、戦争の危機が迫っていると聞いてもどこか他人事のように思っている。
普段は夫と同じく楽観的でのんびりした性格だが、一方で家具や部屋が汚れることを極端に嫌がるほか、家族が汚い言葉や乱暴な態度を取ると機嫌が悪くなる。夫同様、戦時下での体験を怖さではなく懐かしい思い出として語る。
ミサイル着弾直後こそ夫同様に楽観的だったものの、放射線による身体の変調や食糧事情の悪化など刻一刻と悪化していく状況を前にして精神的に疲弊し徐々に悲観的になっていく。
ロン
声 - 田中秀幸（日本語版、電話の声のみの出演）
ジムとヒルダの息子。性格が楽観的なのか、「やられる時はみんな一緒だ」とジムが心配するのをよそに鼻歌を歌ったりしている。ヒルダによると子供の頃にカブスカウトに入っていた時は責任感が強かったが、美術大学に入った頃から悪い仲間ができて性格が変わったと嘆いている。
アナウンサー
声 - ロビン・ヒューストン（オリジナル版）、 高井正憲（日本語版）
ラジオから聞こえるニュースを読むアナウンサー。作中ではイギリスも参戦した戦争の戦況を経て、まもなく敵国（ロシアなどの東側陣営）から核ミサイルが発射されたことを報じる。

## 作中での核ミサイル投下後の状況
作中では、漫画『はだしのゲン』や原爆を題材にした他の映画などに見られるような、被爆者の皮膚が焼けただれる、大量に吐血するなどの凄惨な描写はなく、投下直後は夫妻の家から離れた場所からの爆風による被害だけが描写されている。夫妻の家は田舎の一軒家で周りに建物はなく訪問者もおらず、まもなく電話やラジオも止まってしまう。そのため、夫妻が投下による被害を知り得るのは自身の体調と家の内外の変化ぐらいで、爆心地からの距離や詳しい被害状況などはまったく知る由もないという孤立無援の状況に置かれる。主人公たちから遠く離れた場所の状況が描写されることも一切なく、閉ざされた極限の環境下での夫婦の暮らし振りと、2人が放射線の害によって徐々に衰弱していく過程の描写に焦点が絞られている。

## 1987年公開時の主な上映館
- 札幌：シネマ5
- 室蘭：須貝アミューズ会館
- 仙台：仙台シネアート
- 埼玉：シネセゾン所沢
- 東京：有楽町朝日ホール、シネセゾン渋谷、光が丘テアトル西友、キネカ錦糸町、キネカ大森
- 富山：グランド2[5]
- 金沢：ロキシー[6]
- 名古屋：ゴールド劇場
- 京都：祇園会館
- 大阪：SABホール、梅田コマシルバー
- 神戸：新アサヒ劇場
- 広島：広島名画座
- 徳島：アタック平和劇場
- 小倉：前田有楽劇場
- 福岡：ニュー大洋劇場
- 長崎：ゴールドセントラル劇場
- 佐世保：シネマボックス太陽[7]